# Adrián Oliva Alcázar
Adrián Esteban Oliva Alcázar (Tarija, Bolivia, 1 de noviembre de 1978) es un abogado, consultor y político boliviano. Fue gobernador del departamento de Tarija del 31 de mayo de 2015 al 4 de mayo de 2021.
Durante sus estudios de Derecho en la Universidad Autónoma Juan Misael Saracho UAJMS de la ciudad de Tarija fue electo Ejecutivo de la Federación Universitaria Local FUL para las gestiones 1997 -2001, ganando reconocimiento y relevancia por sus luchas y trabajo en favor del sector universitario.
Militó en el Movimiento Nacionalista Revolucionario (MNR) como jefe de Juventudes del MNR.
Fue asesor general de la Prefectura del Departamento de Tarija durante las gestiones 2002-2003.
Con 26 años, fue viceministro de Régimen Interior durante las gestiones 2003-2004, en el gobierno de Carlos Mesa, siendo el viceministro con título profesional más joven de la historia de Bolivia.
Fue de los fundadores de la agrupación ciudadana Camino al Cambio (CC), liderado por Mario Cossío.
Fue uno de los fundadores del grupo parlamentario internacional Alianza Parlamentaria Democrática de América (APDA) quienes realizan labores de defensa de la democracia y los Derechos Humanos.
Formó parte de la alianza Plan Progreso para Bolivia-Convergencia Nacional (PPB-CN) y fue electo diputado nacional para las gestiones 2009-2014.
El 25 de agosto de 2014 fundó la agrupación ciudadana «Vanguardia Integración» (VI), para así presentarse como candidato a gobernador. Poco después se decidió conformar una alianza, llamada Unidad Departamental Autonomista (UD-A), confirmada por su agrupación Vanguardia Integración, la agrupación Camino Democrático para el Cambio (CDC), los partidos políticos: Frente Revolucionario de Izquierda (FRI), Movimiento Nacionalista Revolucionario (MNR) y Unidad Nacional (UN), además de adhesiones de agrupaciones, frentes y organizaciones políticas como Iyambae, Talego, Unidad y Desarrollo (UD), Frente Esperanza (Fe) y Frente Agropecuario Unido (FAU). El 24 de diciembre fue proclamado candidato por la alianza UD-A.
En las elecciones subnacionales de 2015 para gobernador de Tarija, fue electo en segunda vuelta representado por la alianza UD-A, con el 60.69 % de los votos, derrotando a Pablo Canedo Daroca, candidato del Movimiento al Socialismo (MAS).
En su gobierno el se acerco hacia los gobernadores de las provincias del noroeste argentino, reforzó los lazos de hermandad con Salta, Jujuy y Tucumán.
En 2018 fundó la agrupación política Todos para presentarse a las elecciones subnacionales y ser reelecto gobernador. Dio su apoyo a Carlos Mesa para las elecciones generales de 2019, y se integró en su la alianza política Comunidad Ciudadana. En las elecciones de 2020, Oliva rompe su alianza con Mesa, para apoyar la candidatura de la presidente interina de Bolivia Jeanine Áñez. Entre el partido Demócratas de Rubén Costas y las agrupaciones Soberanía y Libertad para Bolivia (Solo.bo) de Luis Revilla, Todos de Adrián Oliva y Unidos para Renovar (Unir) de Oscar Montes y Víctor Hugo Zamora, crearon la alianza Juntos para la candidatura de Jeanine Áñez. En octubre Áñez bajó su candidatura y la alianza juntos se disolvió.
En las elecciones subnacionales de 2021, Oliva se presentó para ser reelecto gobernador de Tarija; su agrupación obtuvo el respaldo de Comunidad Ciudadana, la alianza entre Comunidad Ciudadana y Todos fue denominada como «Comunidad de Todos» (CT). Quedó en tercer lugar con 18.05 %, por detrás de Oscar Montes de alianza Unidos por Tarija (UPT) que obtuvo un 38.05 % y de Álvaro Ruíz del MAS que obtuvo el 38.17 %. La elección entre Montes y Ruíz se definió en segunda vuelta, Montes recibió el apoyo de Comunidad de Todos, y salió electo gobernador con el 54.44 %.
Actualmente ejerce como abogado libre con especialidad en Derecho Constitucional y Derecho Administrativo.